# HSPA4L
HSPA4L‏ (Heat shock protein family A (Hsp70) member 4 like) هوَ بروتين يُشَفر بواسطة جين HSPA4L في الإنسان.